# عقاب سوداء (آسيوية)

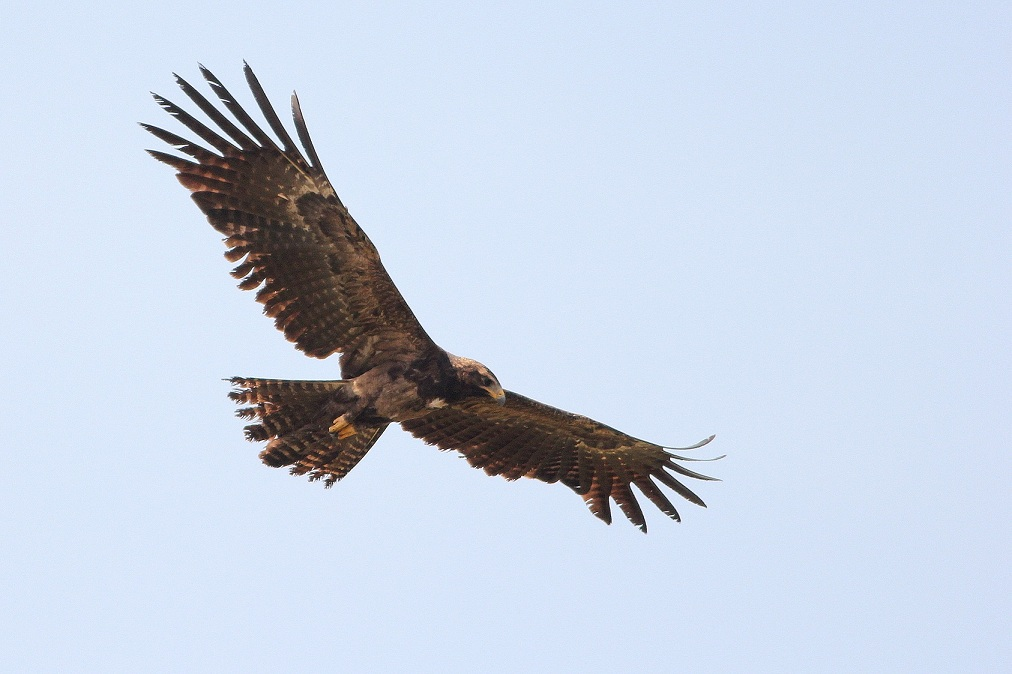
عقاب أسود في ماليزيا.

العقاب السوداء الآسيوية أو العقاب السوداء طائر من الطيور الجارحة، يتبع رتبة الجوارح ككل العقبان الأخرى، وهو طائر يطير على ارتفاعات عالية فوق الغابات في المناطق الجبلية الاستوائية في قارة آسيا، وهو يصطاد الثديات والطيور، أما الطيور فيصطادها عادة وهي في أعشاشها. يمكن تمييز العقبان السوداء الآسوية بسهولة من خلال أصابعها المتباعدة والطويلة، وكذلك من خلال طيرانها البطيء وأقدامها مناقيرها الصفراء.

## التوزيع والموطن
تتكاثر العقاب السوداء في المناطق الاستوائية من آسيا، إذ توجد أعداد منها في جبال الهيملايا ونيبال وشمال غرب الهند وسيريلانكا وجنوب الصين وتايوان، وهي من الطيور المقيمة غير المهاجرة، إذ لم تلاحظ هجرتها قط.
وفي دراسة في جنوب الهند لوحظ أن العقبان السوداء تفضل الغابات الكثيفة، وتغيب من الأماكن التي يقل فيها الغطاء النباتي عن 50 %.

## الوصف والهيئة

جسم العقاب الأسود عند الطيران.

العقاب الأسود من الطيور الجارحة الضخمة، فطولها سبعين إلى ثمانين سنتمترا، وريشها يكون أسود بالكامل عند العقبان البالغة، ومنقارها أصفر اللون، وكذلك أقدامه. أما الأجنحة فطويلة وضيقة عند الجزء القريب من جسم الطائر، مما يعطيها شكلا مميزا.
جنسا العقاب السوداء متشابهان، وصغارها تملك رؤوسا صغيرة لامعة وريشات صغيرة على الأجزاء السفلية وتحت الجناحين. كواحل هذه العقاب مكسوة بالريش بالكامل، أما أصابع قدميها فهي ممتلئة وقصيرة نسبيا، وعليها مخالب طويلة، والتي تكون معكوفة بقوة أقل من الطيور الجارحة الأخرى.

## العادات
تأكل العقبان السوداء الثدييات والطيور والبيض، وهي من الطيور الكثيرة النسل، وهي بطيئة الطيران، وهي تطير على ارتفاعات عالية، ولقدرتها على البقاء على ارتفاعات عالية ولفترة طويلة من الزمن دون بذل جهد كبير، فإن بعض القبائل الهندية تسميه الطائر الذي لا يقعد إطلاقا. إن مخالبها المعكوفة والفراغات بين أصابع قدميه تمكنه من اختطاف بيض الطيور من أعشاشها، وله عادة فريدة من نوعها، وهي أنه أحيانا يختطف عشا بكامله بما فيه من أفراخ إلى مكان الأكل. تقوم بعض الحيوانات كالسناجب وبعض القرود وأنواع عدة من الطيور بإطلاق نداءات إنذار تحذيرا من العقاب السوداء عندما يشاهد وهو يطير فوق الغابة، وقد شوهدت عقاب سوداء يفترس سنجابا هنديا كبيرا، كما شوهدت وهو يفترس قردا صغيرا.
يبني زوجان من العقبان السوداء عشا بعرض ثلاثة إلى أربعة أقدام على شجرة طويلة مطلة على واد سحيق، وتضع الأنثى فيه بيضة أو بيضتين، وتكون البيضة بيضاء اللون وملطخة ببقع بنية، وقد يستخدم العش نفسه لأكثر من سنة واحدة.

## المرجع
1. ↑  The IUCN Red List of Threatened Species 2021.3 (بالإنجليزية), 9 Dec 2021, QID:Q110235407
2. 1 2  IOC World Bird List Version 6.3 (بالإنجليزية), 21 Jul 2016, DOI:10.14344/IOC.ML.6.3, QID:Q27042747
3. ↑  IOC World Bird List. Version 7.2 (بالإنجليزية), 22 Apr 2017, DOI:10.14344/IOC.ML.7.2, QID:Q29937193
4. ↑  World Bird List: IOC World Bird List (بالإنجليزية) (6.4th ed.), International Ornithologists' Union, 2016, DOI:10.14344/IOC.ML.6.4, QID:Q27907675